# Don McDermott
Don McDermott, właśc. Donald Joseph McDermott (ur. 7 grudnia 1929 w Bronksie w Nowym Jorku, zm. 1 listopada 2020) – amerykański łyżwiarz szybki, srebrny medalista olimpijski.

## Kariera
Największy sukces w karierze osiągnął w 1952 roku, kiedy podczas igrzysk olimpijskich w Oslo zdobył srebrny medal w biegu na 500 m. W zawodach tych wyprzedził go jedynie jego rodak Ken Henry, a trzecie miejsce ex aequo zajęli Norweg Arne Johansen oraz Kanadyjczyk Gordon Audley. Na tych samych igrzyskach zajął 28. miejsce w biegu na 1500 m. Na rozgrywanych cztery lata później igrzyskach w Cortina d’Ampezzo zajął odpowiednio 25. i 37. miejsce. Dwukrotnie startował na mistrzostwach świata w wieloboju, lecz ani razu nie zakwalifikował się do finału. Zajął jednak trzecie miejsce na 500 m podczas mistrzostw świata w Moskwie w 1955 roku.